# Municipio de Jackson (condado de Starke)
El municipio de Jackson (en inglés: Jackson Township) es un municipio ubicado en el condado de Starke en el estado estadounidense de Indiana. En el año 2010 tenía una población de 549 habitantes y una densidad poblacional de 9,6 personas por km².

## Geografía
El municipio de Jackson se encuentra ubicado en las coordenadas 41°17′30″N 86°44′55″O / 41.29167, -86.74861. Según la Oficina del Censo de los Estados Unidos, el municipio tiene una superficie total de 57.17 km², de la cual 57,16 km² corresponden a tierra firme y (0,03 %) 0,02 km² es agua.

## Demografía
Según el censo de 2010, había 549 personas residiendo en el municipio de Jackson. La densidad de población era de 9,6 hab./km². De los 549 habitantes, el municipio de Jackson estaba compuesto por el 96,9 % blancos, el 0,73 % eran afroamericanos, el 0,73 % eran amerindios, el 0,91 % eran de otras razas y el 0,73 % eran de una mezcla de razas. Del total de la población el 2,37 % eran hispanos o latinos de cualquier raza.